# 컨트롤 알트 딜리트 (영화)
《컨트롤 알트 딜리트》(Control Alt Delete)는 캐나다에서 제작된 캐머런 라빈 감독의 2008년 코미디, 드라마 영화이다. 타일러 라빈 등이 주연으로 출연하였다.

## 출연

### 주연
- 타일러 라빈
- 소냐 베넷
- 제프 구스타프슨
- 키스 달라스

### 조연
- 앨리슨 다운
- 로라 버트램
- 캐리 루쉐인스키